# Estação Nieuwmarkt

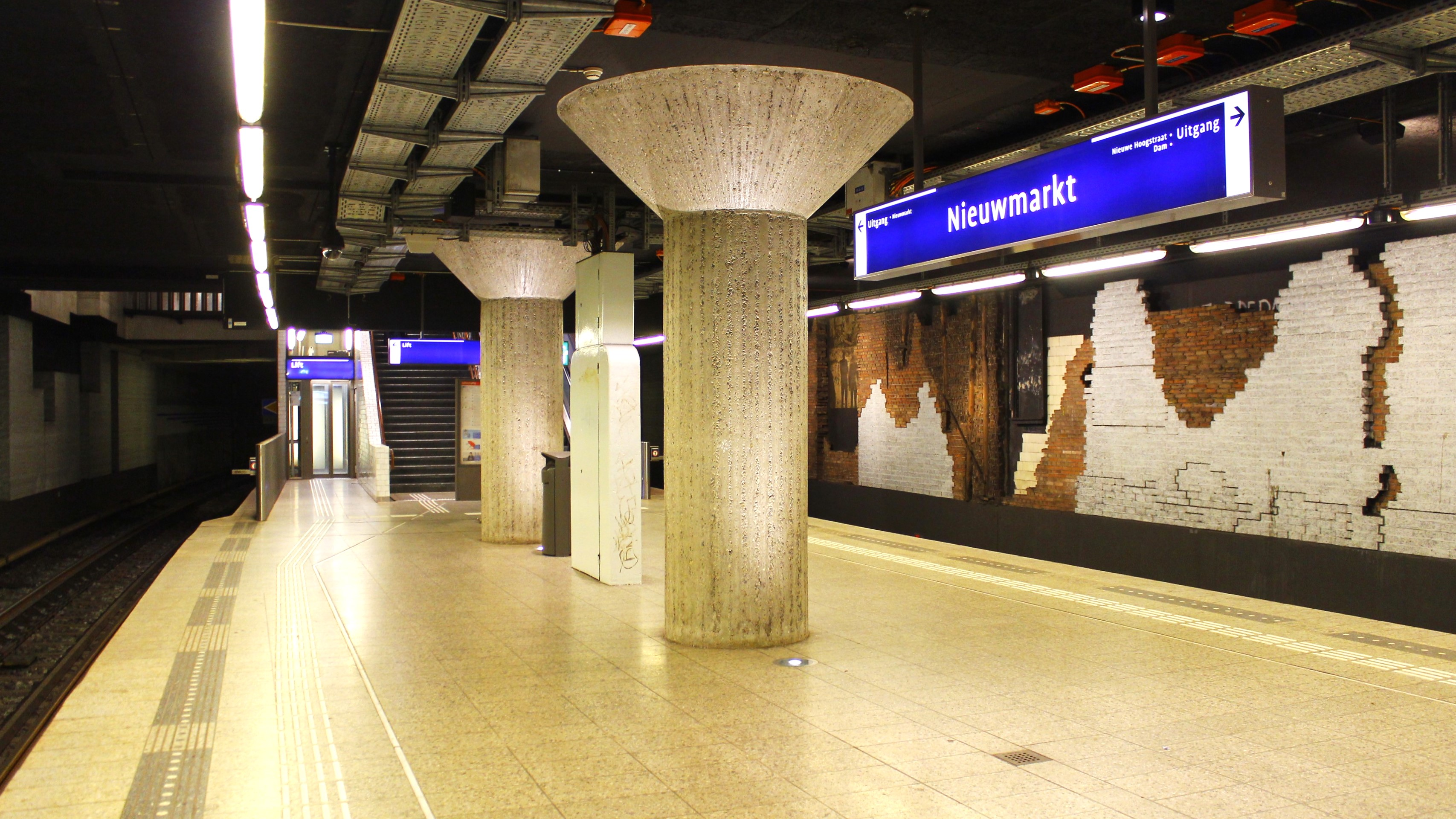

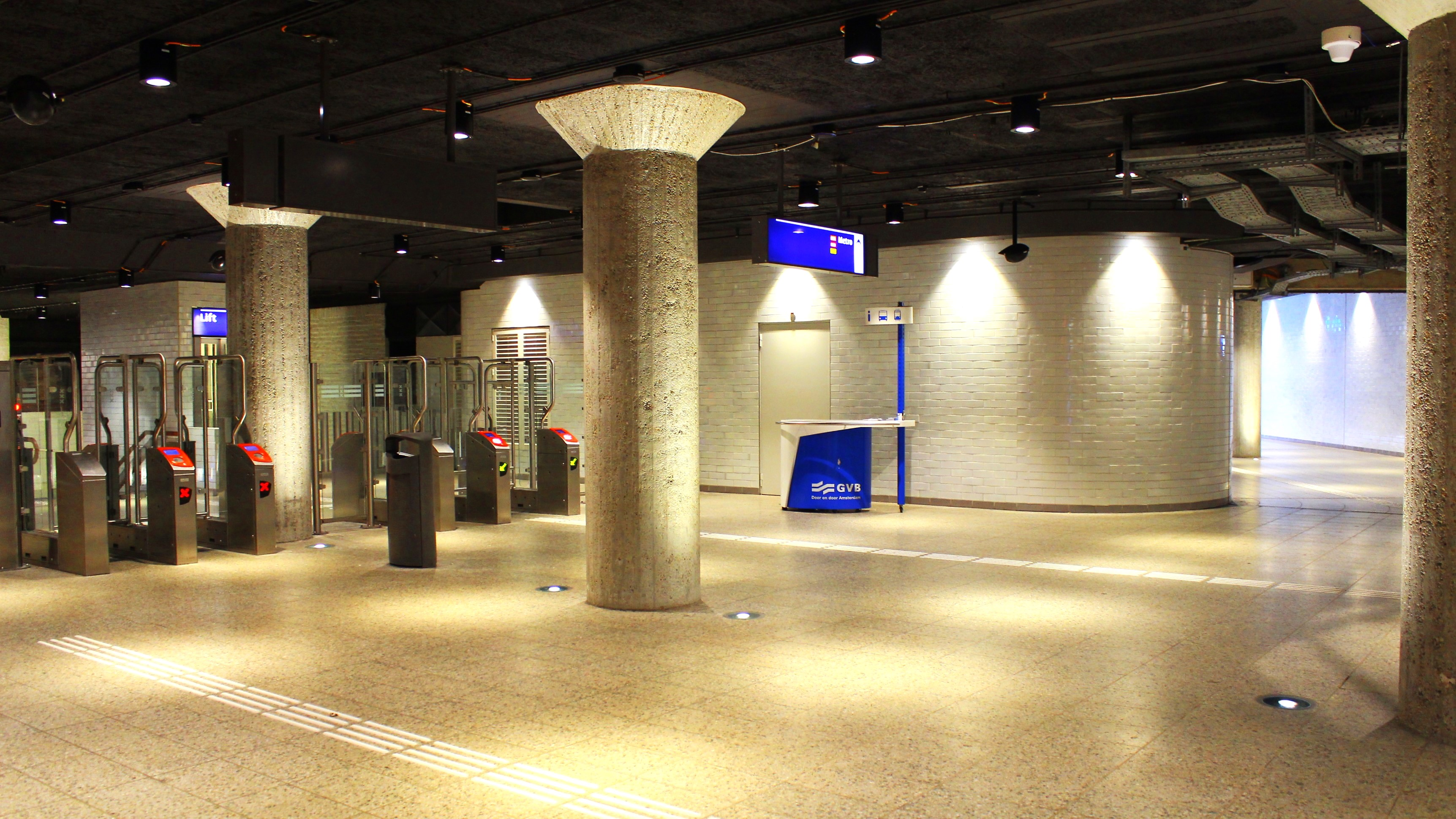

Nieuwmarkt é uma estação das linhas 51, 53 e 54 do Metro de Amesterdão, nos Países Baixos.
A estação está localizada perto da Weigh House (De Waag) de Amesterdão e próxima à praça Nieuwmarkt de mesmo nome.
A estação de metrô só é acessível com um passe de viagem OV-chipkaart ou GVB.
A obra de arte na estação de metrô Nieuwmarkt de Louis van Gasteren e Jan Sierhuis foi projetada para evocar os motins de Nieuwmarkt de 1975, quando os moradores de Amesterdão protestaram contra a demolição de casas para dar lugar às construções do metrô.